# Aielo de Rugat
Aielo de Rugat là một đô thị ở comarca Vall d'Albaida cộng đồng Valencia, Tây Ban Nha. Đô thị này có diện tích 7,83 km², dân số thời điểm năm 2006 là 202 người.